# Вила „Роузбъри“
Вила „Роузбъри“ (на италиански: Villa Rosebery), преименувана през 1934 г. на Вила „Мария Пиа“ (Villa Maria Pia), е монументален комплекс, една от основните забележителности на Неокласицизма в град Неапол, Италия.
Тя е построена като кралска резиденция. Намира се в квартал „Позилипо“ и е една от трите официални резиденции на Президента на Италианската република, поради което е може да се посети само в определени периоди от годината. Градината ѝ се простира върху 6,6 хектара зеленина.

## История

### Строеж
Вилата дължи произхода си на инициативата на австрийския благородник Йозеф фон Турн – морски офицер от флота на Бурбоните, който през 1801 г. закупува някои земи на приятно място на нос Позилипо, за да издигне резиденция в най-високата провинция с частен параклис, заобиколен от градина, както и големи овощни градини и лозя. Върнат на фон Турн след реставрацията на Бурбоните през 1817 г. след десетилетие на конфискация от войските на Наполеон, имотът по-късно е закупен от принцесата на Джераче Мария Антония Сера и нейния син дон Агостино Сера от Теранова, които го превръщат от компания за земеделски в представителна вила, наречена “Вила Сера марина“.
Благодарение на приноса на близнаците архитекти Стефано и Луиджи Гасе, вилата „Белведере“ (днес Palazzina Borbonica, използвана при официални поводи) е превърната в елегантна резиденция, а т. нар. „Casino Gaudioso“ също е реновирано и е превърнато в голяма къща за гости (днес основна резиденция на Президента на Републиката), както и двете къщи на морския бряг.

### „Бразилката“
През 1857 г. наследниците на Агостино Сера продават вилата на принц Луиджи Бурбон-Двете Сицилии, граф на Акуила и командир на Кралския флот на Кралството на двете Сицилии, брат на крал Фердинанд II, а самата вила получава наименованието „Бразилката“, в чест на Жануария ди Браганса, сестра на императора на Бразилия Педро II и от 1844 г. съпруга на Луиджи. За няколко години новият собственик разширява градините на вилата, обогатявайки ги с огромен парк и дървета, и построява собствен пристан, но след двусмисленото си поведение по време на събитията на Рисорджименто от 1860 г. той е заточен във Франция.

### Вила „Роузбъри“
След това вилата е продадена на френския банкер Гюстав Делаант (от когото получава името „Вила Делаант"), който я държи в продължение на тридесет години, без обаче да извърши значителни интервенции.
През 1897 г. е купена от лорд Роузбъри – британски държавник, който е министър-председател от 1894 до 1895 г. След като се оттегля в личния си живот, той превръща вилата в оазис на спокойствието, достъпен само за избрани приятели и учени, увеличавайки колекцията си от картини и гравюри, закупени от неаполитански антиквари. През 1909 г. той решава да отстъпи използването на имота на британското правителство поради огромните разходи за поддръжка и възобновяването на политическата му дейност.

### Савоя
По този начин Вила „Роузбъри“ става представителен и ваканционен дом за английските посланици в Италия, докато през 1932 г. наследниците на лорд Роузбъри, починал през 1929 г., я даряват на Италианската държава  чрез британското правителство. Актът за прехвърляне е подписан в Палацо Венеция в присъствието на Мусолини, който възнамерява да я направи музей.
От лятото на 1933 г. принцът на Пиемонт Умберто Савойски и съпругата му Мария-Жозе Белгийска започват да използват малкия плаж на вилата, който им е предоставен от премиера, без обаче да стане част от дарението на короната, нито от личното състояние на краля. Изпразнена от обзавеждането си, което е разделено между различни музейни институции, вилата е обновена с мебели и предмети, до голяма степен идващи от Кралския дворец на Казерта. Принцът и принцесата прекарват там щастливи години. През 1934 г. Мария-Жозе ражда първото им дете Мария Пия в Кралския дворец на Неапол и от този момент вилата е преименувана на Вила „Мария Пиа“.
От юни 1944 г., по време на наместничеството на сина им Умберто, Виктор Емануил III и кралица Елена се преместват частно във вилата. Кралската двойка живее в неаполитанската резиденция, докато Виктор Емануил III не подписва акта за абдикация в полза на сина си Умберто на 9 май 1946 г., преди да замине за изгнание в Египет от малкото пристанище на вилата.

### Резиденция на Президента на Република Италия
Взета от Италианската държава след кратък период на реквизиция от Съюзниците, вилата възобновява името си като  Вила „Роузбъри“ и е предоставена на Академията на военновъздушните сили до 1949 г. От 1951 г. италианският президент Луиджи Ейнауди започва да прекарва кратки периоди на почивка във вилата, която през 1957 г. е включена в списъка на резиденциите, предоставени на Президента на републиката от неговия наследник Джовани Гронки.
Особено оценена от Оскар Луиджи Скалфаро, чиято дъщеря Мариана подобрява обзавеждането, черпейки от находищата на Квиринала, вилата,често наричана ,Летмият Квиринал“, се използва както като ваканционна, така и като представителна резиденция, където държавният глава приема свои колеги чужденци на официални посещения, както в случая с германеца Франк-Валтер Щайнмайер през 2019 г. През 2021 г., по нареждане на президента Серджо Матарела, като част от инициативата „Съвременният Квиринал“, произведение на съвременен италиански дизайн също е поставено в градината на вилата: това са лампите Pistillo от Емилиана Мартинели.